# Terrorisme israélien
Le terrorisme israélien concerne des actions de la part d'Israéliens agissant à titre individuel, ou de l'armée israélienne, en territoire palestinien occupé et même en Israël, que plusieurs observateurs considèrent comme du terrorisme, voire du terrorisme d’État dans le cas de l'armée israélienne et du Mossad.

## Contexte
À partir de la déclaration de création de l'État d'Israël, une situation conflictuelle violente quasi permanente s'installe entre les Israéliens et les Palestiniens. Cela prend la forme, dès 1948, tant du côté israélien que palestinien, d'une double modalité : des affrontements entre combattants des deux camps et des actes terroristes ciblant, entre autres, volontairement des civils.
Dans ce contexte, le terrorisme israélien va se déployer, jusqu'à nos jours, non seulement au travers des actions d'individus ou de groupes extrémistes non étatiques, mais également par la réalisation d'attentats réalisés par les forces armées israéliennes (armée officielle, services secrets ...).

## Actes d'Israéliens
Le Comité de solidarité Trois-Rivières, et d'autres sources, donnent comme exemples les actes suivants d'Israéliens isolés et de militants sionistes, qu'ils qualifient de terroristes:
- Walter Guinness, secrétaire d’État britannique chargé de gérer, de l’Égypte, l’effort de guerre contre l'Allemagne nazie dans cette région stratégique, est assassiné le 6 novembre 1944 par des militants du Lehi[2].
- Le 22 juillet 1946, l’hôtel King David à Jérusalem est visé par un attentat à l’explosif de l’Irgoun qui tue 91 personnes, majoritairement des civils, dont 17 Juifs, 28 Britanniques et 41 Arabes[2].
- Le diplomate suédois Folke Bernadotte, mandaté par l’Organisation des Nations unies (ONU) pour proposer un plan de paix lors de la guerre israélo-arabe, est assassiné par le 17 septembre 1948 par des soldats israéliens[2]. Le même jour, le colonel français Sérot, chef des observateurs militaires de l'ONU, est assassiné à Jérusalem par un commando israélien[3].
- En 1985, Hamis Tutanji, un chauffeur de taxi est retrouvé adossé sur la roue de sa voiture, le crâne criblé de balles. Les auteurs de cet acte terroriste sont un officier de police, un militaire et un étudiant israélien[1].
- Le 20 mai 1990, 7 ouvriers Palestiniens sont exécutés par un Israélien, Ami Popper[4].
- En 1994, le docteur Baruch Goldstein pénètre dans une mosquée d’Hébron pendant la prière au Caveau avec une arme automatique et tue 29 Palestiniens[1]. Des centaines de colons ont rendu hommage au terroriste lors de son enterrement[5].
- Le 4 novembre 1995, Yitzhak Rabin, premier ministre israélien, est assassiné par un terroriste juif.
- Durant la seconde Intifada en 2000, deux jeunes soldats décident d’organiser des représailles contre un marché d’Haïfa : ils lancent des grenades et mitraillent les kiosques d’un marché[1].
- En 2003, Irena Starashnatsev, qui a perdu son frère militaire quelque mois plus tôt dans une embuscade, fonce en voiture sur un groupe de travailleurs palestinien[1].
- En 2015, la maison de la famille Dawabsheh est incendiée par des colons extrémistes : les deux parents et un bébé de 18 mois ont péri dans l’incendie laissant orphelin un petit garçon de 4 ans grièvement brûlé[1],[6], attentat qualifié de terroriste par le Times of Israel.

Certains colons israéliens participent à des actes de terrorisme contre les Palestiniens en incendiant les terres palestiniennes ou en sabotant les lignes électriques dans la bande de Gaza. Les actions terroristes de l’Irgoun et du Lehi, qui ont été condamnées en leur temps par la direction sioniste, sont aujourd'hui glorifiées par l’État israélien.

## Actes de l'État d'Israël
En 1954, le renseignement militaire israélien organise une opération terroriste (connue sous le nom d'Affaire Lavon), à savoir des attentats à la bombe contre des intérêts égyptiens et occidentaux, attentats qui devaient être attribués aux Frères musulmans ou aux communistes égyptiens. Les attentats ne font pas de victimes, seuls des exécutants sont arrêtés et parfois exécutés.
Plus récemment, le terrorisme d'État israélien se caractérise davantage par des actes de guerre contre des cibles civiles rapporté notamment par l’ex-pilote israélien Yonatan Shapira, qui raconte et dénonce depuis 2003 les pratiques terroristes de Tsahal, telles que les bombes larguées en pleine nuit sur des habitations, ou dans des marchés bondés, contre des supposés dirigeants du Hamas. En 2002, le pilote avait largué une bombe d’une tonne sur la maison de Salah Shehadeh tuant 14 personnes dont 9 enfants.
Certains mentionnent également la guerre à Gaza. Ainsi, le 22 novembre 2023, le souverain pontife recevait séparément des délégations israélienne et palestinienne assurant aux membres de chaque camp qu'ils étaient victimes du « terrorisme » mis en œuvre par leurs ennemis.